# Georges Treille
Georges Félix Treille (* 1847 in Poitiers; † 1926) war ein französischer Arzt.
Treille war bis 1897 Generalinspektor des französischen Service de santé des colonies und Pionier der Tropenmedizin, wobei er deterministische und rassistische Ideen vertrat. Er wurde mit dem Offizierskreuz der Ehrenlegion ausgezeichnet.